# Gastrops ringueleti
Gastrops ringueleti är en tvåvingeart som beskrevs av Mercedes Lizarralde de Grosso 1984.
Gastrops ringueleti ingår i släktet Gastrops och familjen vattenflugor. Artens utbredningsområde är Panama. Inga underarter finns listade i Catalogue of Life.